# William Frederick Todd
Pour les articles homonymes, voir Todd.
William Frederick Todd (2 mai 1854 à Saint-Stephen - 16 mars 1935) était un homme politique canadien qui fut lieutenant-gouverneur du Nouveau-Brunswick.

## Biographie
Il se lance en politique provinciale en étant élu à l'Assemblée législative du Nouveau-Brunswick de 1899 à 1903 comme député du Comté de Charlotte. Il devient ensuite député fédéral libéral de la circonscription de Charlotte à la Chambre des communes le 26 octobre 1908. Il est toutefois systématiquement battu aux élections suivantes en 1911, 1917 et 1921.
Todd est ensuite nommé lieutenant-gouverneur du Nouveau-Brunswick du 28 février 1923 au 28 décembre 1928.